# Kartause Vedana

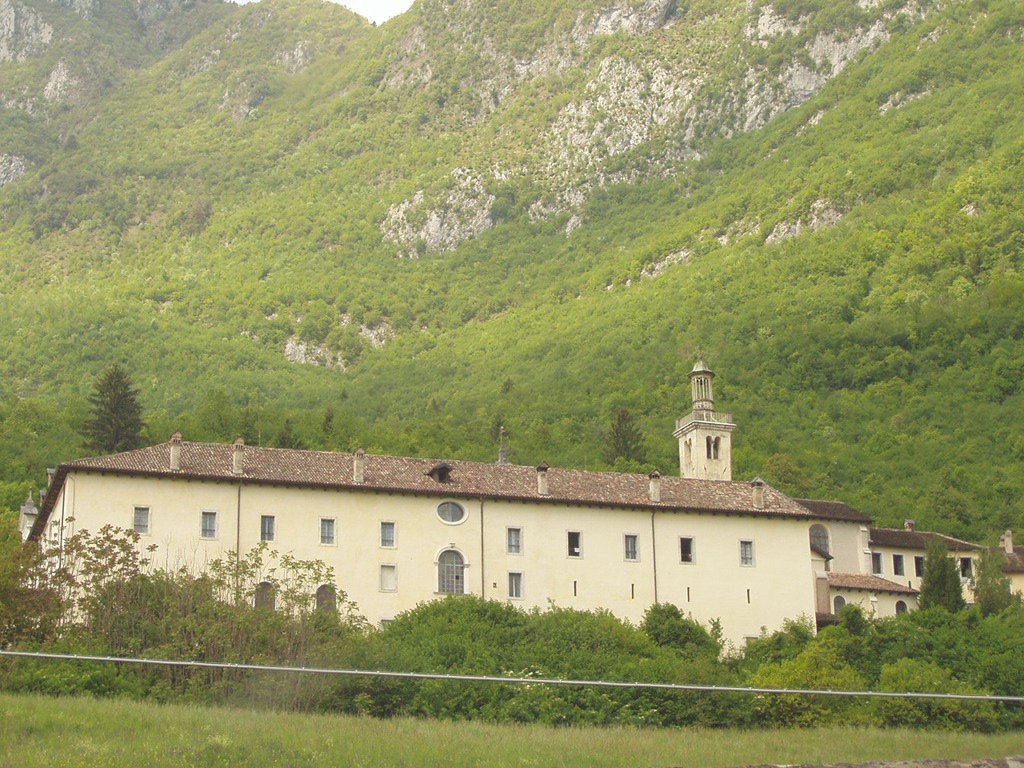
Die Kartause von Vedana

Die Kartause von Vedana (Certosa di Vedana, Certosa di San Marco di Vedana) ist ein ehemaliges Kloster des Kartäuserordens in der Nähe der italienischen Gemeinde Sospirolo in den Dolomiten.

## Geschichte

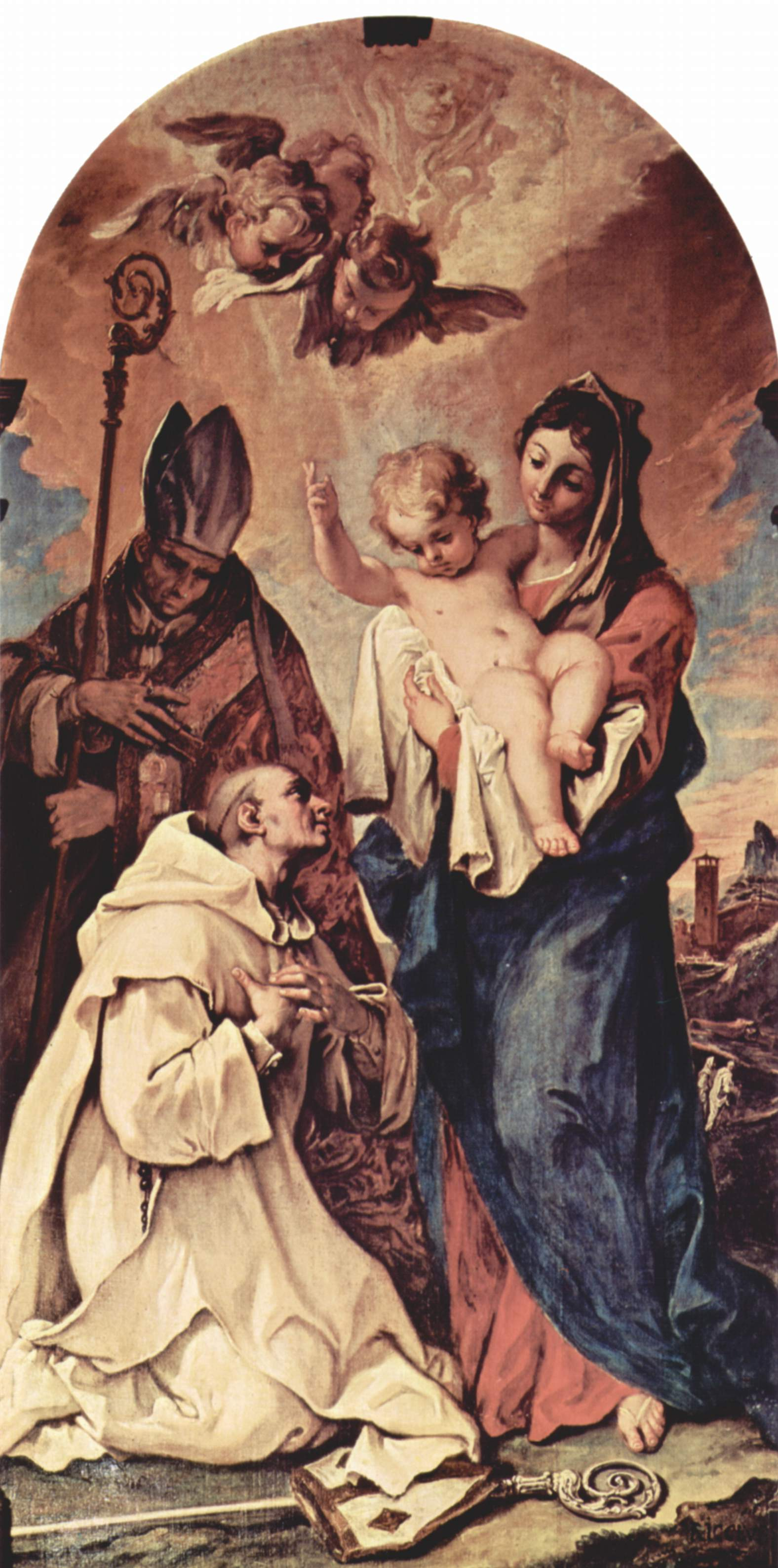
Die Gottesmutter erscheint den hll. Bruno und Hugo. Altarbild von Sebastiano Ricci in der Klosterkirche von Vedana (1704)

Die Kartause, zuletzt eines von fünf Klöstern des Kartäuserordens für Nonnen, bestand mit einer Unterbrechung im 18. Jahrhundert seit 1457 als Mönchskloster. Zuvor bestand einer Bulle Hadrians IV. zufolge auf dem Gelände seit dem Mittelalter ein Pilgerhospiz, das dem hl. Markus geweiht war.
1521 wurde der Anlage der große Kreuzgang hinzugefügt, später auch eine Reliquienkapelle. 1619 wurde die ebenfalls dem Patrozinium des hl. Markus unterstellte Kirche geweiht. Zwei Flügelaltäre in der Klosterkirche wurden von Sebastiano Ricci gemalt und zeigen die Taufe Jesu und die Gottesmutter mit den hll. Bruno und Hugo. 1768 wurde die Kartause von der Venezianischen Republik aufgehoben, da weniger als zwölf Mönche in Vedana lebten, und kam erst 1882 wieder in die Hände des Ordens zurück. Der französische Architekt Jean François Pichat nahm die erneute Umwandlung in ein Kloster vor. 1886 wurde die Kirche erneut konsekriert.
Nachdem die Mönche 1977 die Kartause Vedana endgültig verlassen hatten, errichteten Kartäuserinnen aus der italienischen Kartause von Riva di Pinerolo dort einen Konvent. Vedana war eine der Kartausen, in denen die Nonnen analog zur Lebensweise der Mönche in eigenen Zellenhäuschen leben konnten. Im Jahr 2014 wurde die Kartause gemäß einem Beschluss des Generalkapitels des Ordens im Vorjahr aufgelassen, da seit längerer Zeit keine neuen Anwärterinnen in Vedana eingetreten waren.